# Kraftwerk Teruel
Das Kraftwerk Teruel (Central térmica Teruel oder Central térmica de Andorra) ist ein im Jahr 1981 in Betrieb genommenes braunkohlebefeuertes Großkraftwerk in der Gemeinde Andorra, provinz Teruel, in Spanien. Es steht im Eigentum der ENDESA und verfügt über einen 343 m hohen Kamin, der zu den höchsten freistehenden Bauwerken in Europa gehört. 1992 wurde das Kraftwerk mit einer Rauchgasentschwefelung ausgestattet. Jede der drei installierten Generatorengruppen kann eine Leistung von 350 MW erzielen.
Der Transport der Braunkohle erfolgte auf der Schiene über eine Eisenbahnlinie, die ursprünglich Anfang der 1950er Jahre von der Empresa Nacional Calvo Sotelo gebaut wurde, um die Braunkohle zum Kraftwerk Escatrón zu transportieren. In den ersten Jahren stammte die Braunkohle aus örtlichen Bergwerken. In der Gemeinde Andorra gab es einen Eisenbahnkomplex, der der Klassifizierung von Kohlezügen gewidmet war.
Das Kraftwerk wurde am 30. Juni 2020 stillgelegt.  Im Rahmen des Rückbaus des Kraftwerks wurden die drei Kühltürme am 13. Mai 2022 gesprengt. Die Sprengung wurde auf Aragón TV übertragen.